# Renato Paiva
Renato Manuel Alves Paiva (ur. 22 marca 1970 w Pedrógão Pequeno) – portugalski trener piłkarski.